# Na Tokáni
Na Tokáni (též Na Tokání, německy Balzhütte) je název bývalé hájovny a skupiny přilehlých srubů v alpském slohu v Národním parku České Švýcarsko, asi tři kilometry na severovýchod od Jetřichovic. Objekt, který dnes slouží jako restaurace a penzion, se nachází uprostřed členitého území pískovcových skal a roklí v severní části okresu Děčín v Ústeckém kraji. Areál je chráněn jako kulturní památka.

## Historie

### Lovecká obora a chata
Původní obora byla v lokalitě Na Tokáni vybudována v 80. letech 17. století. V roce 1833 dal majitel panství kníže Rudolf Kinský příkaz k vybudování provizorní útulny pro lovce, neboť zde byl znám hojný výskyt ptactva, především tetřeva hlušce. Postupně byly přistavovány další objekty a stavby získaly trvalý charakter. Z oné doby pochází i německý název lovecké chaty Balzhütte.
Postupně zde byly budovány přístupové cesty a osvětlení a zpevňovány lovecké stezky v okolí. V polovině 50. let 19. století Na Tokáni vznikla chata ve stylu loveckého zámečku. Tento objekt byl 26. 10. 1905 zničen požárem. Vzápětí byl sice obnoven, ovšem i tato lovecká chata o čtyři roky později opět shořela. Současná podoba staveb Na Tokání pochází až z 30. let 20. století, kdy zde byla v roce 1932 postavena nová hájovna a budova hostince. Budovy restaurace a penzionu lehly popelem 22. května 2020.

### Návštěva lorda Runcimana
V roce srpnu roku 1938 byli na Na Tokáni hosty knížete Oldřicha Ferdinanda Kinského (otce Františka Oldřicha Kinského) členové tzv. Runcimanovy mise lord Walter Runciman a Frank Ashton - Gwatkin. Setkali se tu s příslušníky henleinovské šlechty z Čech a Moravy, usilující o rozbití Československa – mj. i s Maxem Egonem Hohenlohem, na jehož Červeném hrádku u Jirkova se později lord Runciman sešel s Konrádem Henleinem. Majitel panství Oldřich Ferdinand Kinský (Ulrich Ferdinand Kinsky) se dlouhodobě silně angažoval v zájmu Hitlerovy Říše a byl vedoucím štábu SdP (Sudetendeutsche Partei), který připravoval návštěvu britské mise a zorganizoval v době pobytu lorda Runcimana dokonce přímo Na Tokáni malou demonstraci místních Němců.

### Po roce 1989
Od roku 1999 slouží objekty Na Tokání návštěvníkům Českého Švýcarska jako penzion a restaurace. Po roce 2001 František Oldřich Kinský, argentinský a rakouský občan, syn knížete Oldřicha Ferdinanda Kinského, se snažil cestou občanskoprávních žalob na určení vlastnictví domoci získání rodového majetku. 

### 2020
22. května 2020 byly dva z pěti objektů zcela zničeny požárem.

## Turismus a horolezectví
Lokalita Na Tokáni uprostřed romantické krajiny Českého Švýcarska je oblíbeným cílem pěších výletníků i cykloturistů. Skalní oblast, ležící mezi Jetřichovickým skalním městem, říčkou Křinicí a státní hranicí ze SRN, Českou silnicí a Kyjovským údolím, nabízí též četné příležitosti pro horolezecké aktivity. Na místních pískovcových masívech a skalních věžích je vyznačeno celkem 635 lezeckých cest, na řadu z nich je však přístup časově omezen nebo dokonce zakázán.

## Dostupnost
K objektům Na Tokáni neexistuje spojení prostředky veřejné dopravy. Nejbližší zastávky autobusu se nacházejí v Jetřichovicích a v Rynarticích. Po žlutě značené cestě a cyklotrase č. 3076 je výletní místo od Jetřichovic vzdáleno necelé 4 km a asi 4,5 km po modré turistické značce od autobusové zastávky Jetřichovice, Rynartice. Cyklotrasa č. 3076 se Na Tokáni protíná s cyklotrasou č. 3029 z Doubice do Vysoké Lípy.